# Cratinus agassizii
Cratinus agassizii – gatunek ryby z rodziny strzępielowatych (Serranidae), jedyny przedstawiciel rodzaju Cratinus.

## Występowanie
Wschodnia część Oceanu Spokojnego – u wybrzeży Ekwadoru (w tym Galapagos) i Peru, na głębokościach 1–12 m p.p.m.

## Opis
Osiąga przeciętnie 30 cm długości ciała, maksymalnie do 60 cm.

## Znaczenie gospodarcze
Poławiana gospodarczo.